# Kathedraal van León (Nicaragua)

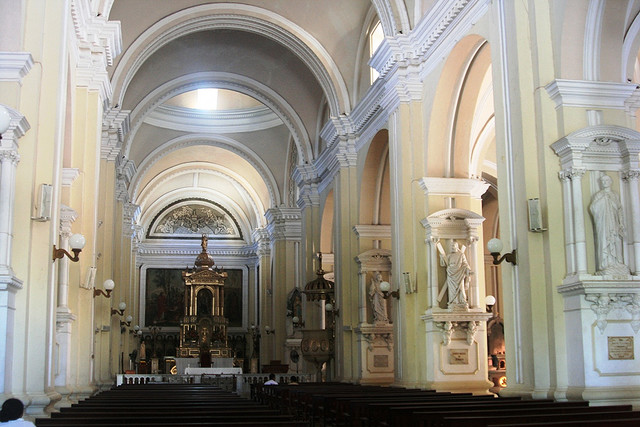
Binnenzicht in de kathedraal van León

De Kathedraal van León (Spaans: Insigne y Real Basílica Catedral de la Asunción de la Bienaventurada Virgen María) is een kathedraal in de stad León in Nicaragua.
De kathedraal werd gebouwd van 1747 tot 1814 en ingezegend door Paus Pius IX in 1860. De architectuur van de kerk is overwegend neoclassicistisch, onder meer in torens en façade. Het is de grootste kathedraal van Centraal-Amerika. Sinds zijn bouw weerstonden de stevige muren van de kathedraal reeds meermaals aardbevingen, uitbarstingen van de Cerro Negro en oorlogen.
In de kathedraal bevindt zich de graftombe van Rubén Darío.
Op 20 december 1995 werd de kathedraal van het in 1531 opgericht bisdom van León bij besluit van het Vaticaan een basilica minor.
De kathedraal is een nationaal monument van Nicaragua. Op 28 juni 2011 werd de kathedraal op de 35e sessie van de Commissie voor het Werelderfgoed door UNESCO erkend als werelderfgoed en aan de lijst toegevoegd. Het is de tweede site van Nicaragua die werd toegevoegd, na de archeologische site van León Viejo in de nabijheid van dezelfde stad.
- Catàleg d'autoritats de noms i títols de Catalunya: 981058610526706706
- Library of Congress Control Number: no2002077253
- Nationale Bibliotheek van Tsjechië: ko20201085655
- Nationale Bibliotheek van Israël: 987007599537105171
- Virtual International Authority File: 146918150